# Faliezustersklooster
Het Faliezustersklooster, ook wel Feilzustersklooster, voorheen ook Convent Sint-Catharinadal of Sint-Catharina Bongart, is een voormalig klooster in het centrum van de Nederlandse stad Maastricht. Het gebouw ligt aan de Begijnenstraat aan de rand van het Jekerkwartier, met als officieel adres Faliezusterspark 1-5. Het voormalige kloostergebouw is sinds 1965 geklasseerd als rijksmonument.

## Geschiedenis
Vanaf de dertiende eeuw woonden in het gebied tussen de Jeker en de eerste middeleeuwse stadsmuur begijnen. Het is niet bekend of de faliezusters uit deze begijnen zijn voortgekomen.

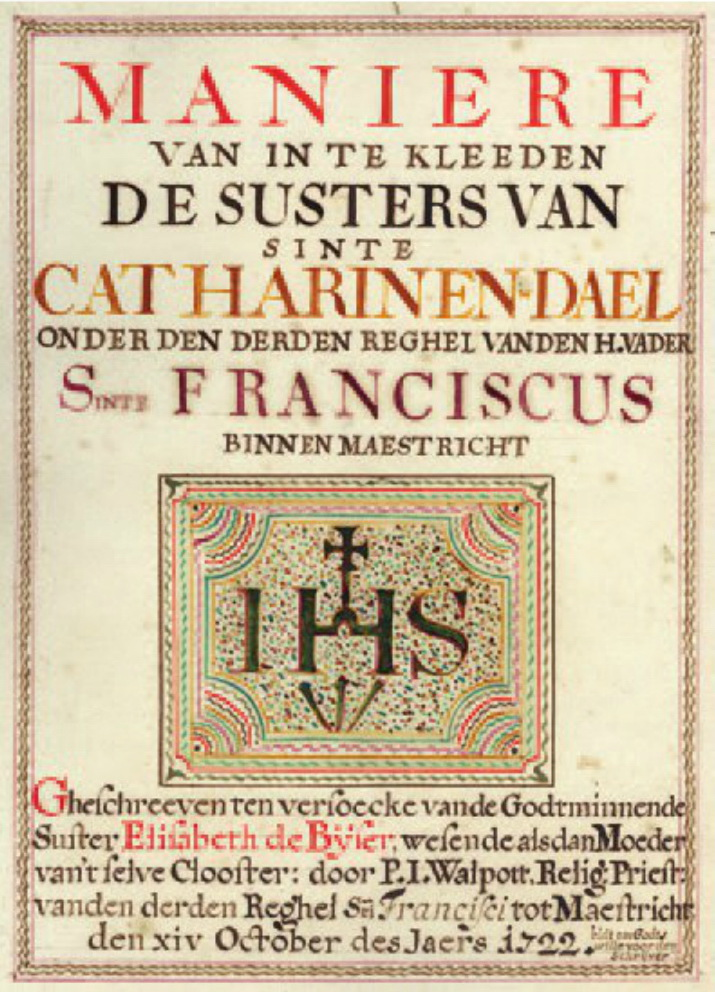
Inkledingsprotocol, P.I. Walpott, 1722

Omstreeks 1470 gaven de bisschop van Luik en het stadsbestuur toestemming aan een groep vrome vrouwen om zich in dit gebied te vestigen. Deze zusters van Sint-Catharinadal legden zich toe op de ziekenverpleging. Ze mochten echter geen leefregel aannemen, omdat men vreesde dat ze dan uiteindelijk contemplatief zouden worden en geen praktisch nut voor de stad meer zouden hebben. De zusters kregen de bijnaam faliezusters door hun dracht met een opvallende sluier (falie).
De zusters namen in 1674 de regel van de Derde orde van Sint-Franciscus aan. Ze werden deels contemplatief, maar hielden zich tevens bezig met wassen, verstellen en borduren van kerkelijke kleding om aldus in hun levensonderhoud te voorzien. Hun oorspronkelijke taak, de verpleging van pestlijders en zinneloze vrouwen, werd overgenomen door de grauwzusters.
Na een grote brand werd het klooster van 1647-52 herbouwd in Maaslandse renaissancestijl. Omstreeks dezelfde tijd kwam ook een nieuwe kloosterkapel tot stand. In 1796 werd het klooster, op last van de Fransen, opgeheven. Er woonden toen slechts zeven personen: de priorin, vijf zusters en een novice. De kloostervleugel werd in 1814 een kazerne voor een compagnie genietroepen. Later kwamen er woningen voor politieagenten. De kapel werd in 1867 afgebroken (zie tekening hieronder). De amateurtekenaar Philippe van Gulpen (1792-1862) maakte diverse tekeningen van het klooster en de kapel, maar het is niet altijd duidelijk of het een getrouwe weergave of een reconstructie betreft. De tekeningen van Jan Nicolaas Brabant wordt over het algemeen als waarheidsgetrouw gezien.

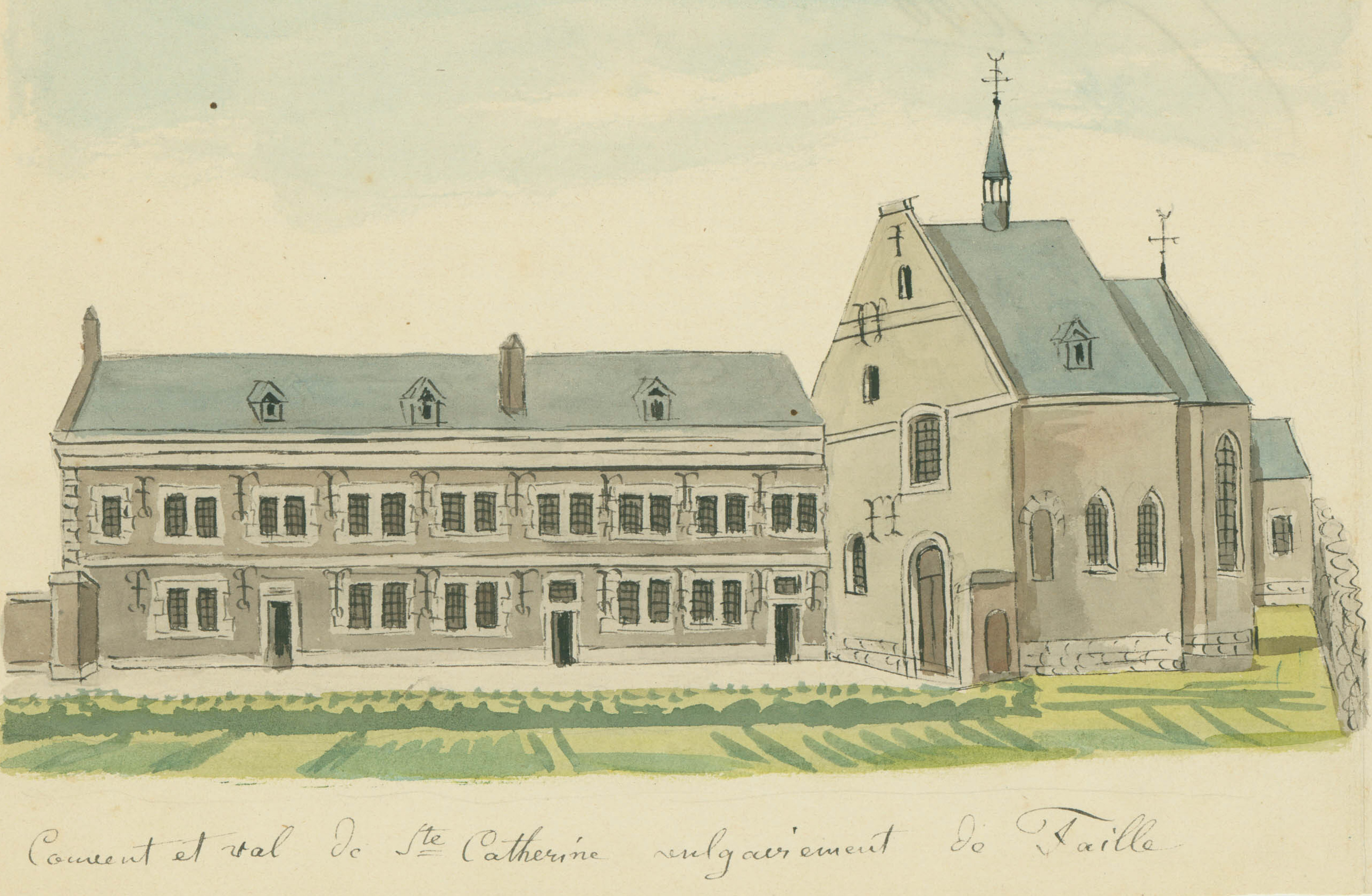
Klooster met kapel, Ph. van Gulpen, 1846
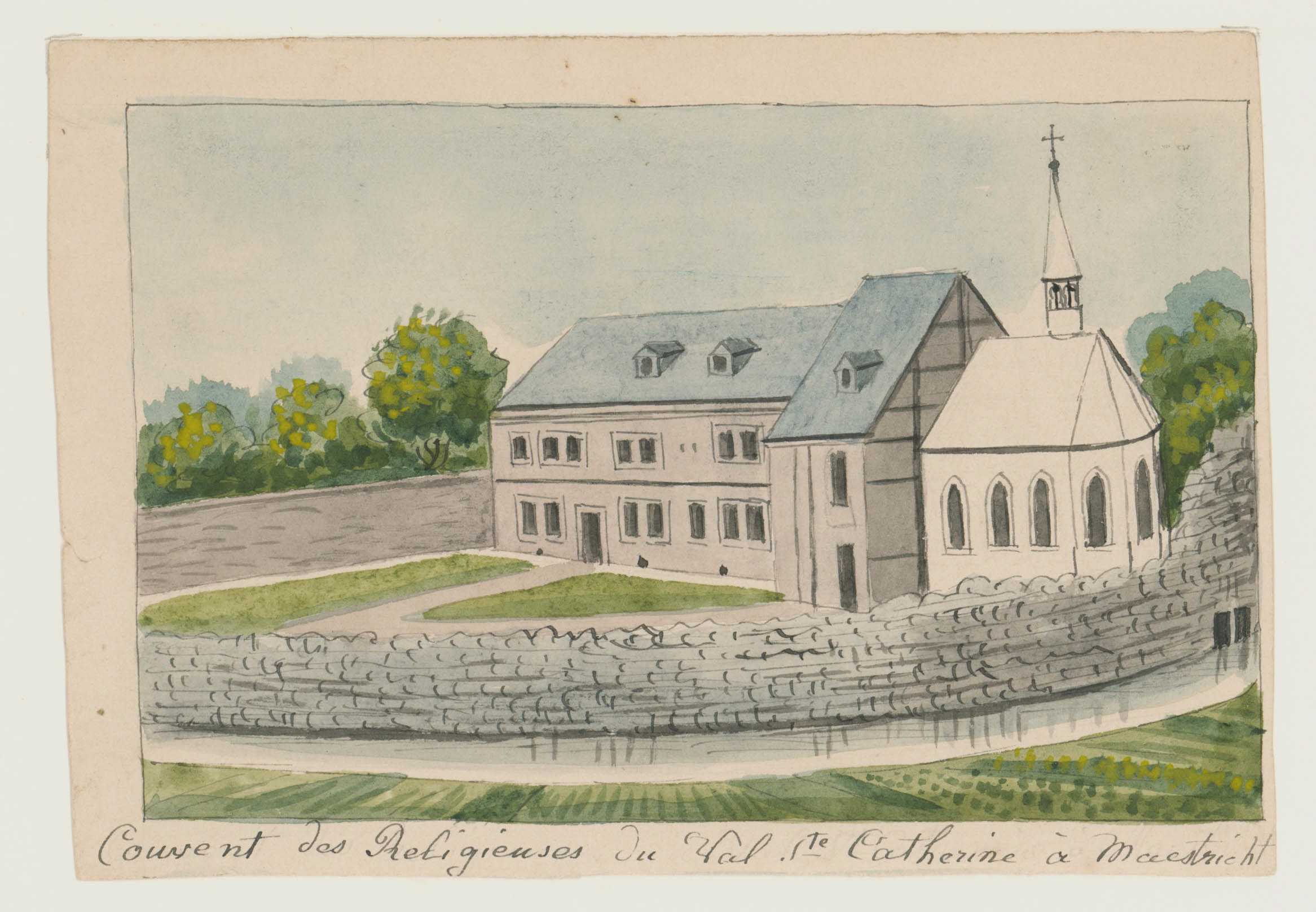
Klooster met gereconstrueerde kapel, Van Gulpen, ca. 1865?
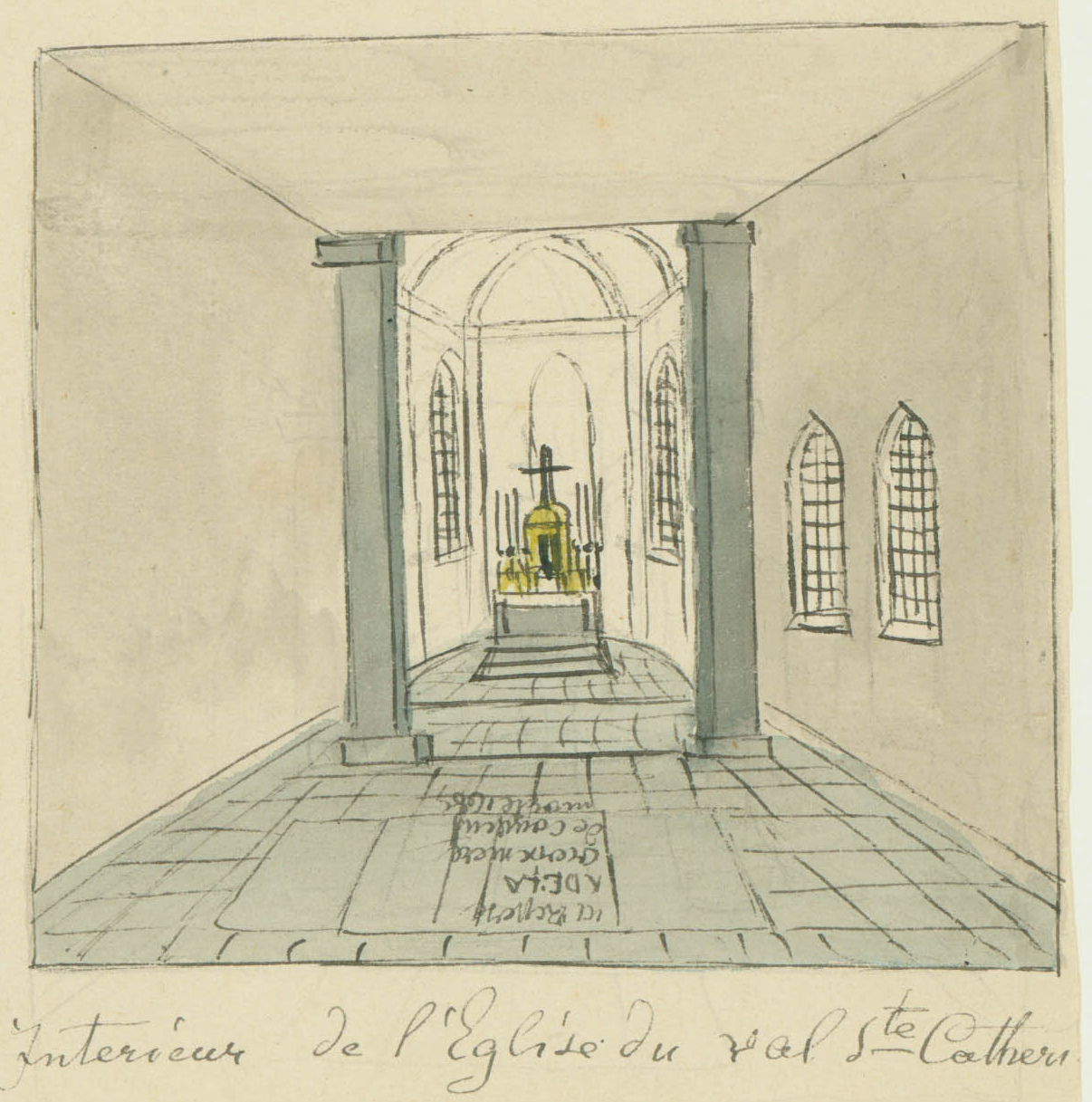
Interieur kapel, Van Gulpen, 1846
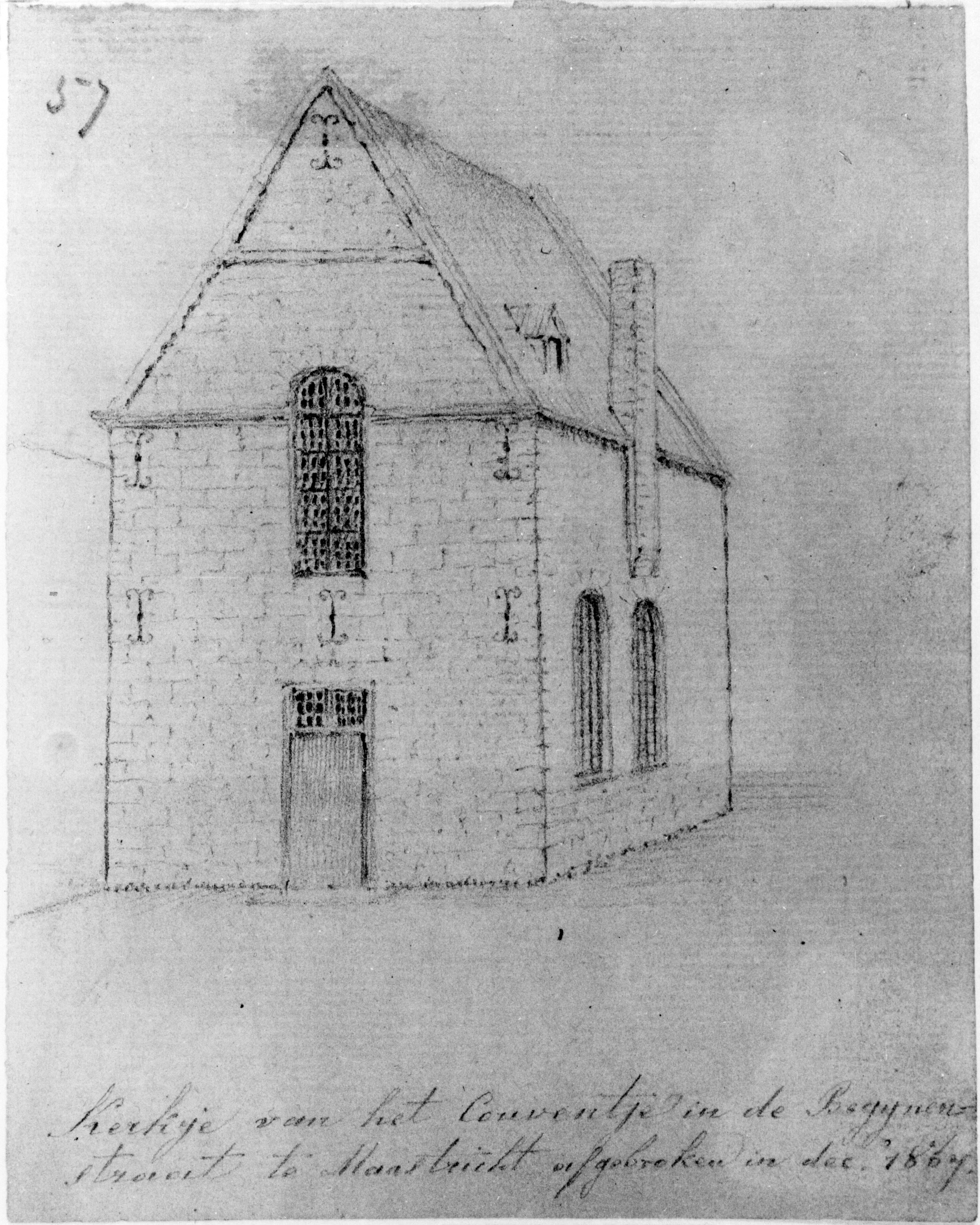
Kapel, kort voor de sloop, Jan Brabant, 1867?

### Moeder-oversten
- 1450 Margareta Nonnenspauden[3]
- 1493 Suster Mette van Pefershem[3]
- 1509 Aleyt van Herkenroede[3]
- 1532 Margriet van Berghe ("matersse"); Lysbeth van Bunde ("onder matersse")[4]
- 1550 Katharina Moers[3] (in 1552 Catryn Moers genoemd)[4]
- 1553 Barbara Habets[3]
- 1586 Alet van Bueck[3]
- 1617 Maria van Herve[3]
- 1622 Catharina Ista[3]
- 1627 Maria Peetken[3]
- 1640 Maria Peerkens[3]
- 1698 Maria Feyns[3]
- 1721 Elisabeth de Beiser[3]
- Barbara Massa[3]

## Erfgoed

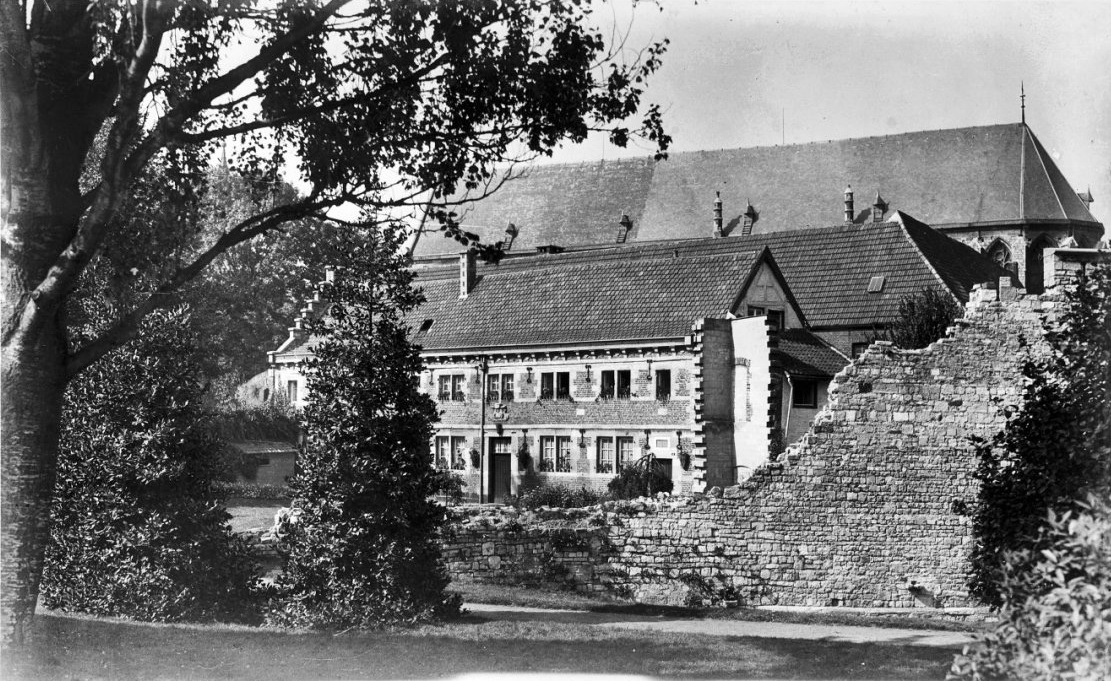
Het bekende stadsgezicht met stadsmuur, Faliezustersklooster en Minderbroederskerk in 1930

Het Faliezustersklooster is onderdeel van een van de bekendste stadsgezichten van Maastricht. Samen met de Oude Minderbroederskerk, de Pater Vincktoren en delen van de eerste en tweede middeleeuwse stadsmuur, vormt het een schilderachtig geheel, omringd door het Stadspark Maastricht met het riviertje de Jeker meanderend tussen de gebouwen.
De voorgevel van het Faliezustersklooster is opgetrokken uit baksteen op een plint van hardsteen. Typerend voor de Maaslandse renaissancestijl is de daklijst met consoles. De venster- en deuromlijstingen en de middenstijlen van de vensters zijn op de begane grond van hardsteen en op de verdieping van mergel. De diagonaal gedeelde vensterluiken zijn rood-wit geschilderd en verlenen het gebouw extra charme. De oostgevel is een trapgevel en de westgevel bestaat uit vakwerk.
In de tweede middeleeuwse stadsmuur is een grafzerk van een voormalig moeder-overste van het Faliezustersklooster ingemetseld. De grafsteen meet 150 x 90 cm en is afkomstig uit de afgebroken kapel (te zien op een tekening van Philippe van Gulpen). Het opschrift luidt: "D.O.M. · Hier light begraven · Sr Maria Francxen · Moeder deses convents starf · den 4 Jana anno 1714".

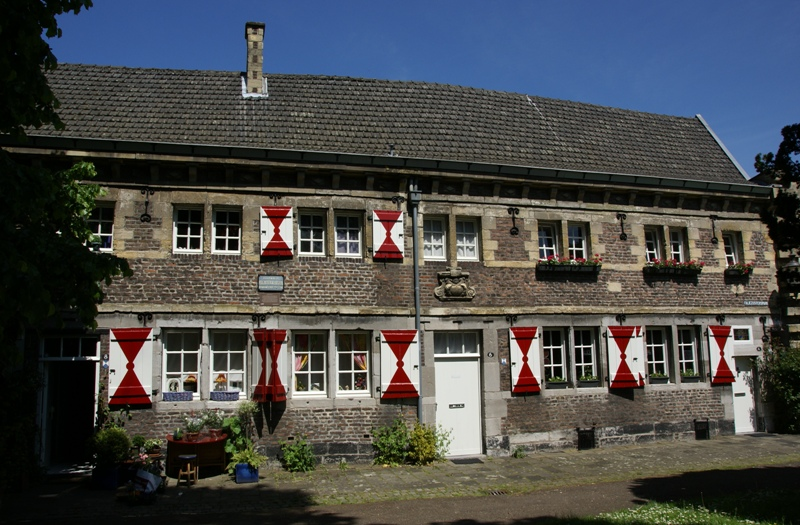
Overzicht gevel
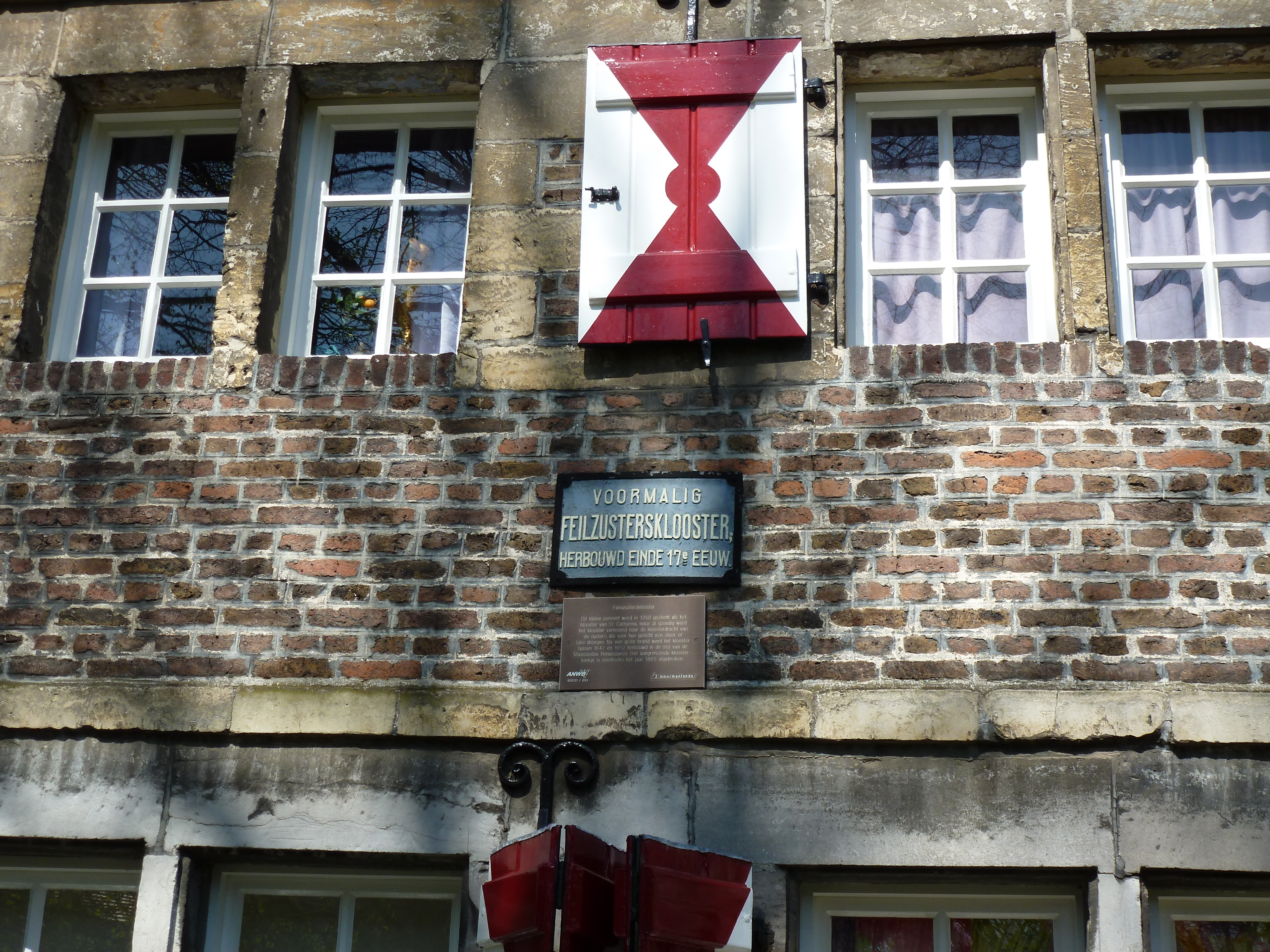
Geveldetail
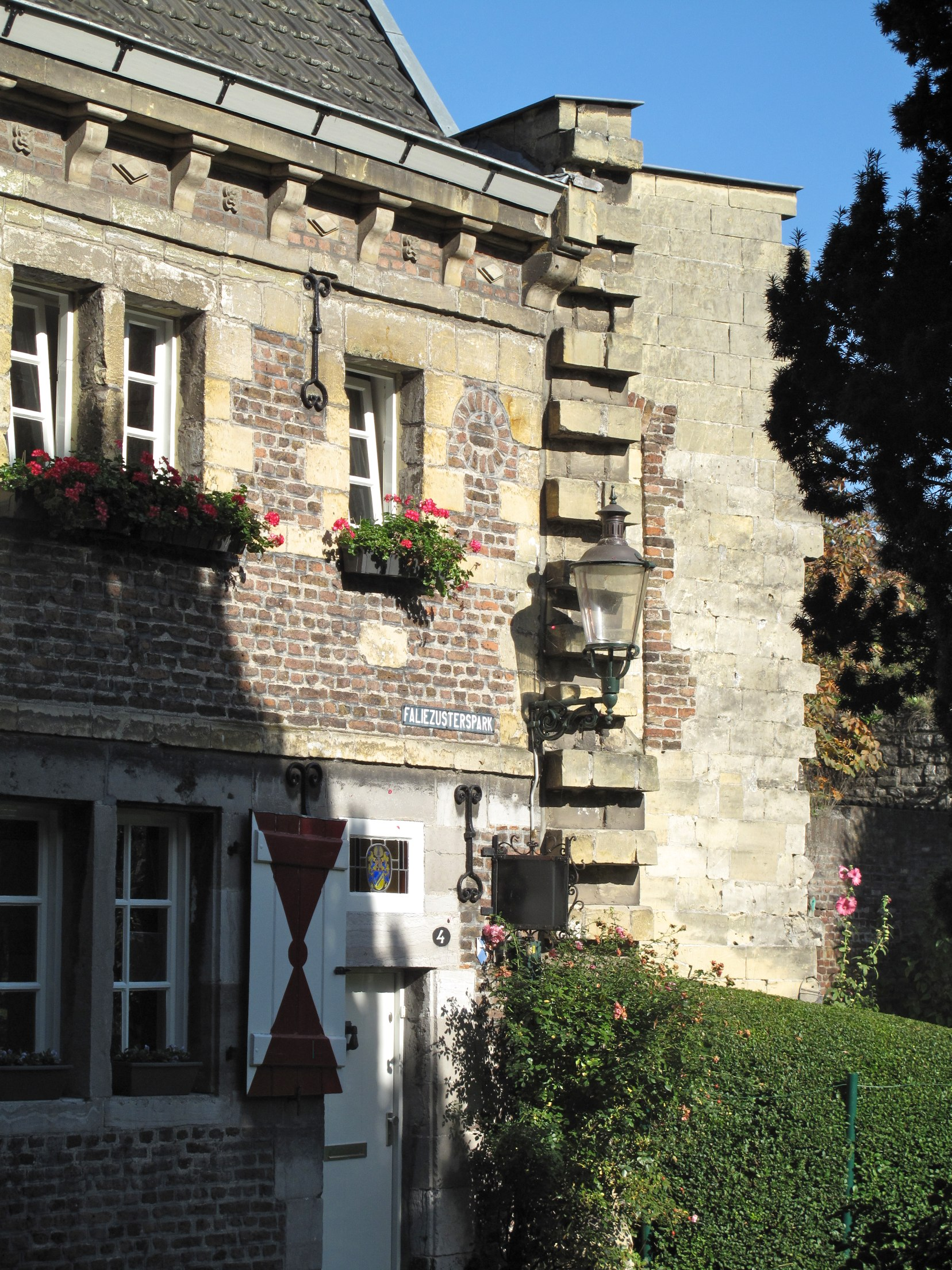
Afbraaksporen kloosterkapel
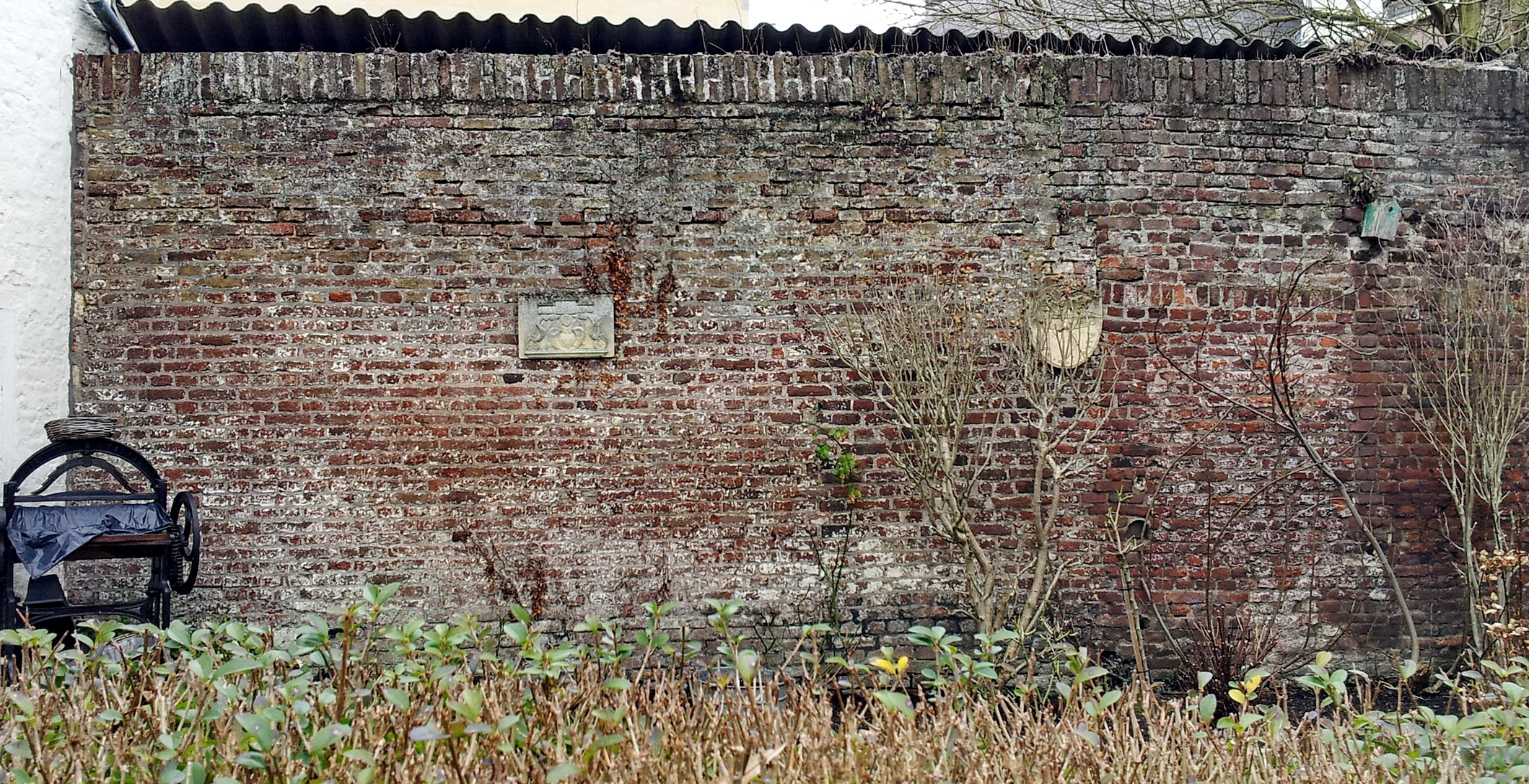
Muur met gevelstenen